# Kim Andersson
Kim Andersson (Kävlinge, 21 agosto 1982) è un pallamanista svedese.

## Carriera
Ha debuttato nella squadra di Kävlinge; nel 2005 s'è trasferito a Kiel, dove giocavano molti suoi compagni di nazionale, e col THW Kiel ha vinto subito il titolo tedesco. L'anno dopo è stato determinante nella vittoria del THW Kiel in EHF Champions League: nella finale d'andata a Flensburgo ha segnato il gol del pareggio a pochi secondi dalla fine, mentre a Kiel ha messo a segno tre marcature, tra cui il 29-27 che gli ha valso il titolo. Lo stesso anno ha vinto il terzo titolo tedesco.